# Lestijoki
Le fleuve Lestijoki (finnois : Lestijoki) est un cours d'eau des régions d' Ostrobotnie centrale et d'Ostrobotnie du Nord en Finlande,.

## Description
Le fleuve prend source à l'extrémité nord-ouest du lac Lestijärvi dans la municipalité de Lestijärvi.
Le fleuve Lestijoki coule en direction du nord-ouest, il traverse Lestijärvi, Toholampi, Kannus, Himanka et Lohtaja.
Il s'écoule à Himanka dans le golfe de Botnie.
La vallée du Lestijoki	à Toholampi est classé paysage précieux à l'échelle nationale.